# Altica convicta
Altica convicta är en skalbaggsart som beskrevs av Henry Clinton Fall 1910. Altica convicta ingår i släktet Altica och familjen bladbaggar. Inga underarter finns listade i Catalogue of Life.